# Torno (Lombardia)
Torno (lombardul: Torn) település Olaszországban, Lombardia régióban, Como megyében. Lakosainak száma 1086 fő (2023. január 1.). Torno Blevio, Carate Urio, Como, Faggeto Lario, Moltrasio és Tavernerio községekkel határos.

## Népesség
A település lakossága az elmúlt években az alábbi módon változott:
| Lakosok száma | 1136 | 1137 | 1086 |
|               | 2017 | 2018 | 2023 |